# محطة باثفايندر للطاقة النووية
محطة باثفايندر للطاقة النووية هي محطة للطاقة النووية تم بناؤها من قبل شركة كهرباء الولايات الشمالية، تقع شمال شرق سو فولز، بولاية داكوتا الجنوبية بالولايات المتحدة.

## التسمية
تم تسمية المحطة للمستكشف في القرن التاسع عشر جون فريمونت "باثفايندر".

## نبذة
تم بناء المحطة في منتصف الستينيات بالشراكة مع مجموعة من المرافق الأخرى المملوكة لبعض المستثمرين. كان الهدف الرئيسي لاكتساب خبرة عملية في تشغيل محطة نووية.

## الإغلاق
كانت المحطة تعاني من صعوبات تقنية مما ادى إلى قرار نهائي بتخلي عن المفاعل النووي في عام 1967.

## الغاز والنفط
تم تحويل المحطة للعمل بواسطة الغاز والنفط بحلول عام 1968.

## النفايات المشعة
تم نقل حوض المفاعل من المحطة في عام 1990، وتم نقله إلى مكب نفايات ذات مستوى منخفض من المواد المشعة في واشنطن.